# Ján Michalko (lyžař)
Ján Michalko (18. listopadu 1947, Východná – 22. září 2024) byl československý lyžař. Závodil za ČH Štrbské Pleso.

## Lyžařská kariéra
Na XI. ZOH v Sapporu 1972 skončil v běhu na lyžích na 15 km na 30. místě, na 30 km na 40. místě, na 50 km na 30. místě a ve štafetě na 4x10 km na 8. místě. Na XII. ZOH v Innsbrucku 1976 skončil v běhu na lyžích na 30 km na 46. místě. V roce 1974 vyhrál 1. ročník závodu Biela stopa SNP na 51 km.